# Assembleia Nacional (Revolução Francesa)
A Assembleia Nacional  (francês: Assemblée nationale) foi uma institução constituída na revolução francesa que existiu desde o dia 9 de junho de 1789 a 17 de julho desse mesmo ano, servindo de transição entre os Estados Gerais e a Assembleia Nacional Constituinte.
As razões para a reunião das propriedades foi de que a França estava passando por uma enorme crise econômica, e a renda obtida pelos impostos da monarquia era oriunda de camponeses e burgueses, e aqueles que ficaram contrariados no terceiro estado decidiram reformar e reconstruir o sistema estratificado. Eles queriam participar do governo e obter os privilégios dos nobres e alto clero. Convocaram uma reunião dos três estados e em um clima de revolução os burgueses e camponeses separando-se do regime formaram a sua própria assembleia nacional.